# Татулян, Сергей Аршакович
Серге́й Арша́кович Татуля́н (род. 1 марта 1956, Гагра, Абхазская АССР) — украинский футбольный функционер, бывший футбольный судья. Вице-президент Федерации футбола Украины. В его честь назван символический «Клуб Сергея Татуляна» для арбитров, которые отсудили более 100 матчей чемпионата Украины. Заслуженный работник физической культуры и спорта Украины (2004), член Исполкома и Президиума ФФУ. Председатель Ассоциации футбольных арбитров Украины.

## Биография
В 1978 году окончил Киевский государственный институт физической культуры по специальности «тренер-преподаватель». Делегат УЕФА, арбитр ФИФА. В качестве главного арбитра отсудил два финала Кубка Украины (в 1994 году «Черноморец» — «Таврия» и в 1997 году «Шахтёр» — «Днепр»). Трехкратный обладатель «Золотого свистка» — в 1995, 1997 и 1999 году. Отсудил 442 матчей, из них 62 — международные.
11 лет работал начальником и тренером команд мастеров СКА (Киев), «Авангард» (Ровно), «Кривбасс» (Кривой Рог), «Гурия» (Ланчхути). В течение 4-х лет руководил Комитетом арбитров ФФУ.
Награждён медалью «За трудовое отличие» в 1987 году, грамотой «За активное развитие футбола на Украине» — 2002 год, орденом «За заслуги» III степени.
Женат, имеет дочь.